# Mi San Valentín militar
Mi San Valentín militar (en hangul, 피타는 연애; romanización revisada, Pitaneun Yeon-ae)  es una serie de televisión web  surcoreana dirigida por Park Kwang-chun y protagonizada por Nam Gyu-ri, Kim Min-seok y Song Jae-rim. Se emite por la plataforma Viki a partir del 6 de junio de 2024.

## Sinopsis
Tras décadas de tensión, la paz ha llegado a la península de Corea. Para marcar el inicio de la nueva paz intercoreana, la estrella surcoreana Lloyd se dirige a la DMZ para realizar un concierto, pero un malentendido hace que la oficial de las fuerzas especiales norcoreanas Baek Yeong-ok tenga que intervenir. Los fans capturan su interacción, y el público lo interpreta como un momento romántico. Estalla un escándalo y los fans de Lloyd se indignan. En su desesperación, se une al ejército... solo para encontrarse en una unidad liderada por Yeong-ok.

## Reparto

### Principal
- Nam Gyu-ri como Baek Young-ok, una subteniente de las fuerzas especiales del ejército de Corea del Norte,  con un encanto cínico que contradice su hermosa apariencia.[3][4][5]
- Kim Min-seok como Lloyd, una estrella surcoreana de talla mundial que tiene admiradoras en todo el mundo. Era un hombre de hierro sin escándalos, pero quedó atrapado en algún tipo de conspiración y se unió al ejército.[6][7]
- Song Jae-rim como Sung Jae-hoon, un soldado de las fuerzas especiales del ejército de Corea del Norte.  Por fuera, parece un perfecto chico de ciudad, pero en realidad todavía persigue ideales más elevados que el capitalismo.[8][9]

### Secundario
- Hong Seo-hee como Ji Ni-yoon, la novia ídolo de Lloyd.[10][11]
- Jeon Seung-hoon como Jang Cheol-gyu, soldado norcoreano, el más joven del equipo.[12][13]
- Choi Hye-jin como Seo Hee-ji, hija de un político y seguidora apasionada de Lloyd. Es también una joven superdotada, que tras graduarse anticipadamente en una prestigiosa universidad aprobó a la primera el examen de abogada.[14]
- Han Seung-bin como Seung-min, soldado norcoreano.[15]
- Kim Na-yeon como Han Song-i, una antigua jáquer norcoreana que experimenta un giro en su carrera, y a la vez una seguidora de Lloyd.[16]
- Lee Jeong-hyun como Gye Nam-sik, soldado norcoreano con extraordinaria lealtad y orgullo por su país, y una persona con una fuerte aversión a la cultura surcoreana. Sin embargo, se convierte en un miembro activo del club de fans de su ídolo femenino favorito.[17][18]
- Kim Jung-young como Jeong Geum-suk, una desertora norcoreana que abre un restaurante con el nombre de su hijo, al que perdió cuando escapó de Corea del Norte.[19][20]
- Jung Jin-woo como Dong-pil, un miembro clave del grupo guerrillero de extrema derecha antiunificación.[21]
- Noh Sang-hyun como John Kim, coreano-estadounidense que se comunica con una mezcla de las dos lenguas. Es un miembro de las fuerzas especiales del Ejército de la Unión de Corea del Sur y del Norte.[22]
- Park Hyun-sook como Won Tae-sook, una política local surcoreana durante tiempos de paz en la zona desmilitarizada.[23]
- Lee Shin-ki.[24][25]

### Apariciones especiales
- Kim Soo-ro.

## Producción y promoción
La serie está escrita por Kwon Hee-kyung y Park Hyun-jin, y dirigida por Park Kwang-chun. El 6 de septiembre de 2021 JTBC Studio anunció que los actores Nam Gyu-ri y Kim Min-seok habían sido seleccionados como protagonistas de la nueva producción. En aquel momento se estimaba que su lanzamiento sería para el primer semestre de 2022.